# Espelma aparedada alcista
Una espelma aparedada alcista (en anglès: Bullish Stick Sandwich) és un patró d'espelmes japoneses format per tres espelmes que indica un canvi en la tendència baixista; rep aquesta denominació perquè una espelma blanca queda aparedada entre dues espelmes negres. És una variant dels Mínims coincidents alcistes.

## Criteri de reconeixement
1. La tendència prèvia és baixista
2. S'obre a l'alça però es forma un primer Marubozu negre
3. L'endemà els preus obren altre cop a l'alça i es forma una espelma blanca
4. El tercer dia els preus obren a l'alça un altre cop, per bé que es forma un segon Marubozu negre que tanca al mateix nivell que el primer

## Explicació
En un context de tendència baixista, l'aparició dels dos Marubozu negre amb el mateix tancament indica que possiblement hi ha una poderós suport. L'espelma blanca aparedada confirmaria l'existència de pressió compradora, fet que també vindria confirmat per les obertures cada cop majors successives. En aquest escenari és possible que al final es produeixi un canvi de tendència.

## Factors importants
És un patró que es pot confondre fàcilment amb un embolcall baixista que formarien la segona i tercera espelmes, per bé que aquesta es caracteritza per ser un marubozu. Per tant, es recomana esperar a la confirmació al quart dia següent en forma gap alcista, un trencament de tendència, o sinó en forma d'espelma blanca amb tancament superior.